# Liste des alliés de James Bond
Cet article liste les alliés de James Bond, agent secret et personnage de fiction.

## Dans les romans
La liste des alliés dans les différents romans ou nouvelles de James Bond
- Felix Leiter, ami américain de James Bond, dans Espions faites vos jeux, Requins et services secrets, Les diamants sont éternels, Opération Tonnerre, L'Homme au pistolet d'or, Gagner, perdre ou mourir, Le Visage de la mort et Doubleshot.
- René Mathis, agent français au Deuxième Bureau dans Espions faites vos jeux, Bons Baisers de Russie et Ne rêve jamais de mourir.
- Quarrel dans Requins et services secrets et Docteur No
- Solitaire dans Requins et services secrets
- Gala Brandt dans Entourloupe dans l'azimut
- Tiffany Case dans Les diamants sont éternels
- Tatiana Romanova dans Bons Baisers de Russie
- Darko Kerim dans Bons Baisers de Russie
- Honeychile Rider dans Docteur No
- Jill et Tilly Masterson dans Opération Chloroforme
- Pussy Galore dans Opération Chloroforme
- Mary Ann Russell dans Bons baisers de Paris
- Judy Havelock dans Top Secret
- Colombo dans Risico
- Domino Vitali dans Opération Tonnerre
- Vivienne Michel dans Motel 007
- Tracy Bond dans Au service secret de Sa Majesté
- Marc-Ange Draco dans Au service secret de Sa Majesté
- Kissy Suzuki dans On ne vit que deux fois
- Dikko Henderson dans On ne vit que deux fois
- Tigre Tanaka dans On ne vit que deux fois
- Mary Goodnight dans L'Homme au pistolet d'or
- Sender dans Bons baisers de Berlin
- Ronnie Vallance

## Dans les films
- Felix Leiter dans James Bond 007 contre Dr No, Goldfinger, Opération Tonnerre, Les diamants sont éternels, Vivre et laisser mourir, Tuer n'est pas jouer, Permis de tuer ainsi que Casino Royale et Quantum of Solace
- M a été interprété par quatre acteurs dans les films officiels :
  - Le premier M masculin de James Bond 007 contre Dr No à Moonraker
  - Le deuxième M masculin de Octopussy à Permis de tuer
  - Le premier M féminin de GoldenEye à Skyfall
  - Le nouveau M, masculin (Mallory), dans Skyfall et SPECTRE
- Max Denbigh alias C, chef d'état-major, supérieur de M. dans SPECTRE
- Major "Q" Boothroyd de James Bond 007 contre Dr No à Le monde ne suffit pas. Il est rajeuni dans Skyfall.
- Miss Moneypenny, elle est la secrétaire de "M" dans tous les films jusqu'à Meurs un autre jour. Elle réapparaît dans Skyfall sous les traits d'une agent de terrain en début de carrière.
- Honeychile Rider dans James Bond 007 contre Dr No
- Quarrel dans James Bond 007 contre Dr No
- Tatiana Romanova dans Bons Baisers de Russie
- Karim Bey dans Bons Baisers de Russie
- Pussy Galore dans Goldfinger
- Jill et Tilly Masterson dans Goldfinger
- Dominique (Domino) Derval dans Opération Tonnerre
- Kissy Suzuki dans On ne vit que deux fois
- Tigre Tanaka dans On ne vit que deux fois
- Tracy di vicenzo dans Au service secret de Sa Majesté
- Tiffany Case dans Les Diamants sont éternels
- Solitaire dans Vivre et laisser mourir
- Le shérif J.W. Pepper dans Vivre et laisser mourir et L'Homme au pistolet d'or
- l'agent Mary Bonne-nuit dans L'Homme au pistolet d'or
- Anya Amasova dans L'Espion qui m'aimait
- Le général Anatol Alexis Gogol dans L'Espion qui m'aimait, Rien que pour vos yeux, Octopussy, Dangereusement vôtre et Tuer n'est pas jouer
- Holly Goodhead dans Moonraker
- Requin à la fin de Moonraker
- Melina Havelock dans Rien que pour vos yeux
- Octopussy dans Octopussy
- May Day dans Dangereusement vôtre (elle devient l'alliée de Bond après avoir compris que Max Zorin avait essayé de la tuer)
- Stacey Sutton dans Dangereusement vôtre
- Kara Milovy dans Tuer n'est pas jouer
- Kamran Shah dans Tuer n'est pas jouer
- Pam Bouvier dans Permis de tuer
- Lupe Lamora dans Permis de tuer
- Natalya Fyodorovna Simonova dans GoldenEye
- Jack Wade dans GoldenEye et Demain ne meurt jamais
- Valentin Dmitrievich Zukovski (cinéma : Robbie Coltrane) est un ex-agent du KGB et trafiquant d'armes. Intervient peu (GoldenEye et Le monde ne suffit pas) mais il a quand même sauvé Bond dans Le monde ne suffit pas. Il est finalement tué par Elektra King (Sophie Marceau).
- Wai Lin dans Demain ne meurt jamais
- Paris Carver dans Demain ne meurt jamais
- Charles Robinson entre Demain ne meurt jamais et Meurs un autre jour
- Dr. Christmas Jones dans Le monde ne suffit pas
- Le remplaçant de « Q », « R »  dans Le monde ne suffit pas et Meurs un autre jour
- Jinx dans Meurs un autre jour
- Vesper Lynd dans Casino Royale
- Camille dans Quantum of Solace
- L'agent Fields dans Quantum of Solace
- Séverine dans Skyfall
- Madeleine Swann dans Spectre